# ههوانشان
ههوانشان (به لاتین: Hehuanshan) یک کوه در تایوان است که در Hehuanshan Recreation Area واقع شده‌است. ههوانشان ۳٬۴۲۲ متر بالاتر از سطح دریا واقع شده‌است.